# Бриштель, Игорь Владимирович
Игорь Владимирович Бриштель (бел. Ігар Уладзіміравіч Брыштэль; род. 13 июля 1987, Ореховский, Брестская область) — белорусский футболист, нападающий пляжного футбольного клуба «Кристалл» (Санкт-Петербург) и сборной Белоруссии по пляжному футболу.
На чемпионате мира по пляжному футболу 2024 года стал лучшим снайпером турнира, забив 12 мячей в 6 матчах. Бриштель получил от организаторов «Золотую бутсу». Помимо того, он оказался в тройке лучших футболистов чемпионата мира, получив символический бронзовый мяч. Сборная Беларуси вместе с форвардом дошла до полуфинала турнира, уступив в матче за бронзовые медали. На турнире в ОАЭ Бриштель признавался MVP в трех матчах из шести.
В мае 2024 года Бриштель завоевал Суперкубок России в составе «Кристалла». В финале команда из Санкт-Петербурга обыграла московский «Локомотив» со счетом 6:5. В ноябре 2024 года форвард установил рекорд по количеству голов в чемпионате России. С результатом 197 мячей Бриштель вышел на первое место за всю историю турнира.
По итогам 2024 года Бриштель получил награду лучшему футболисту страны по пляжному футболу. За него было отдано 110 голосов респондентов. В пятерку лучших футболистов также вошли Олег Гапон (90 баллов), Михаил Августов (87 баллов), Вадим Бокач (31 балл) и Артемий Дрозд (29 баллов). Бриштель получил награду в 9-й раз.
На чемпионате мира по пляжному футболу 2025 года в третьем матче группового турнира против сборной Гватемалы забил четыре мяча. Встреча закончилась победой белорусов со счетом 12:3. В четвертьфинале турнира Бриштель оформил дубль в ворота сборной Ирана. В полуфинале против сборной Сенегала Игорь Бриштель оформил дубль и впервые вывел сборную Беларуси в финал Чемпионата мира по пляжному футболу. В финальном матче со сборной Бразилии забил два мяча, но белорусы уступили со счетом 3:4, став серебряными медалистами турнира.
Бриштель стал лучшим снайпером чемпионата мира 2025 года по пляжному футболу, забив 11 мячей в 6 матчах. По итогам турнира, проходившего на Сейшельских островах, он получил Серебряный мяч - приз второму лучшему игроку (Золотой мяч достался бразильцу Родриго). 
18 июля 2025 года достиг отметки в 200 голов за сборную Беларуси по пляжному футболу на официальном уровне, оформив дубль в первом периоде матча Евролиги Турция — Беларусь в Батуми. После своего второго гола показал специально заготовленную майку с числом 200.

## Достижения

### Командные
«Полесье» (Кобрин)
- Серебряный призёр чемпионата Белоруссии по пляжному футболу: 2009
- Бронзовый призёр чемпионата Белоруссии по пляжному футболу: 2010
- Обладатель Кубка Белоруссии по пляжному футболу: 2009

 «Спартак» (Москва)
- Чемпион Москвы: 2017

### В сборной Беларуси
- Серебряный призёр чемпионата мира по пляжному футболу 2025

### Личные
- Лучший игрок чемпионата России по пляжному футболу 2015
- Лучший бомбардир чемпионата России по пляжному футболу: 2015 (30 голов), 2023 (25 голов)
- Лучший бомбардир чемпионата Белоруссии по пляжному футболу 2009
- Лучший бомбардир Кубка России по пляжному футболу 2012
- Лучший снайпер чемпионата мира по пляжному футболу: 2024, 2025.
- Лучший игрок Белоруссии 2023